# Allemagne aux Jeux olympiques
Avec plus de 1 000 médailles remportées, l'Allemagne est la troisième nation la plus performante de l'histoire des Jeux olympiques derrière les États-Unis et l'Union soviétique. L'Allemagne a accueilli trois fois les Jeux en 1936 à Berlin et Garmisch-Partenkirchen et 1972 à Munich. De plus, l'Allemagne était prévue comme hôte lors des Jeux olympiques d'été de 1916 et des Jeux olympiques d'hiver de 1940, tous deux annulés à cause des guerres mondiales. Après ces guerres, l'Allemagne fut bannie des Jeux de 1920, 1924 et 1948. L'Allemagne étant divisée, la République fédérale d'Allemagne d'une part et la République démocratique allemande d'autre part ont boycotté une édition des Jeux d'été chacune, respectivement en 1980 et 1984.

## Comité international olympique
Le Comité international olympique (CIO) est l'organisation mondiale chargée de superviser les Jeux olympiques. Créé en 1894, il a pour mission de promouvoir les valeurs olympiques, organiser les Jeux et encourager le sport à l’échelle mondiale.
Dans le cadre des Jeux olympiques, l'Allemagne participe sous l'égide du Comité national olympique allemand (DOSB), qui représente le pays auprès du CIO. Depuis sa première participation en 1896, l'Allemagne a marqué l'histoire olympique par ses performances dans divers sports, tout en incarnant les principes de compétition, de fair-play et de respect promus par le CIO.

## Tableau des médailles

### Par année

Médailles récoltées par l'Allemagne aux Jeux Olympiques d'été entre 1896 et 2012 :
- Entre 1956 et 1964, sous les couleurs de l'Équipe unifiée d'Allemagne,
- Entre 1968 et 1988, cumul des médailles de l'Allemagne de l'Ouest et de l'Allemagne de l'Est.

Médailles récoltées par l'Allemagne aux Jeux Olympiques d'hiver entre 1928 et 2014 :
- Entre 1956 et 1964, sous les couleurs de l'Équipe unifiée d'Allemagne,
- Entre 1968 et 1988, cumul des médailles de l'Allemagne de l'Ouest et de l'Allemagne de l'Est.

| Année            | Médaille d'or, Jeux olympiques                          | Médaille d'argent, Jeux olympiques                      | Médaille de bronze, Jeux olympiques                     | Total                                                   |
| Athènes 1896     | 6                                                       | 5                                                       | 2                                                       | 13                                                      |
| Paris 1900       | 4                                                       | 2                                                       | 2                                                       | 8                                                       |
| Saint-Louis 1904 | 4                                                       | 4                                                       | 5                                                       | 13                                                      |
| Londres 1908     | 3                                                       | 5                                                       | 5                                                       | 13                                                      |
| Stockholm 1912   | 5                                                       | 13                                                      | 7                                                       | 25                                                      |
| Anvers 1920      | N'a pas participé                                       | N'a pas participé                                       | N'a pas participé                                       | N'a pas participé                                       |
| Paris 1924       | N'a pas participé                                       | N'a pas participé                                       | N'a pas participé                                       | N'a pas participé                                       |
| Amsterdam 1928   | 10                                                      | 7                                                       | 14                                                      | 31                                                      |
| Los Angeles 1932 | 3                                                       | 12                                                      | 5                                                       | 20                                                      |
| Berlin 1936      | 33                                                      | 26                                                      | 30                                                      | 89                                                      |
| Londres 1948     | N'a pas participé                                       | N'a pas participé                                       | N'a pas participé                                       | N'a pas participé                                       |
| Helsinki 1952    | 0                                                       | 7                                                       | 17                                                      | 24                                                      |
| Melbourne 1956   | A participé sous les couleurs de l'Équipe unifiée       | A participé sous les couleurs de l'Équipe unifiée       | A participé sous les couleurs de l'Équipe unifiée       | A participé sous les couleurs de l'Équipe unifiée       |
| Rome 1960        | A participé sous les couleurs de l'Équipe unifiée       | A participé sous les couleurs de l'Équipe unifiée       | A participé sous les couleurs de l'Équipe unifiée       | A participé sous les couleurs de l'Équipe unifiée       |
| Tokyo 1964       | A participé sous les couleurs de l'Équipe unifiée       | A participé sous les couleurs de l'Équipe unifiée       | A participé sous les couleurs de l'Équipe unifiée       | A participé sous les couleurs de l'Équipe unifiée       |
| Mexico 1968      | A participé sous les couleurs de l'Allemagne de l'Ouest | A participé sous les couleurs de l'Allemagne de l'Ouest | A participé sous les couleurs de l'Allemagne de l'Ouest | A participé sous les couleurs de l'Allemagne de l'Ouest |
| Munich 1972      | A participé sous les couleurs de l'Allemagne de l'Ouest | A participé sous les couleurs de l'Allemagne de l'Ouest | A participé sous les couleurs de l'Allemagne de l'Ouest | A participé sous les couleurs de l'Allemagne de l'Ouest |
| Montréal 1976    | A participé sous les couleurs de l'Allemagne de l'Ouest | A participé sous les couleurs de l'Allemagne de l'Ouest | A participé sous les couleurs de l'Allemagne de l'Ouest | A participé sous les couleurs de l'Allemagne de l'Ouest |
| Moscou 1980      | N'a pas participé                                       | N'a pas participé                                       | N'a pas participé                                       | N'a pas participé                                       |
| Los Angeles 1984 | A participé sous les couleurs de l'Allemagne de l'Ouest | A participé sous les couleurs de l'Allemagne de l'Ouest | A participé sous les couleurs de l'Allemagne de l'Ouest | A participé sous les couleurs de l'Allemagne de l'Ouest |
| Séoul 1988       | A participé sous les couleurs de l'Allemagne de l'Ouest | A participé sous les couleurs de l'Allemagne de l'Ouest | A participé sous les couleurs de l'Allemagne de l'Ouest | A participé sous les couleurs de l'Allemagne de l'Ouest |
| Barcelone 1992   | 33                                                      | 21                                                      | 28                                                      | 82                                                      |
| Atlanta 1996     | 20                                                      | 18                                                      | 27                                                      | 65                                                      |
| Sydney 2000      | 13                                                      | 17                                                      | 26                                                      | 56                                                      |
| Athènes 2004     | 13                                                      | 16                                                      | 20                                                      | 49                                                      |
| Pékin 2008       | 16                                                      | 11                                                      | 14                                                      | 41                                                      |
| Londres 2012     | 11                                                      | 20                                                      | 13                                                      | 44                                                      |
| Rio 2016         | 17                                                      | 10                                                      | 15                                                      | 42                                                      |
| Tokyo 2020       | 10                                                      | 11                                                      | 16                                                      | 37                                                      |
| Paris 2024       | 12                                                      | 13                                                      | 8                                                       | 33                                                      |
| Total            | 201                                                     | 207                                                     | 247                                                     | 655                                                     |

| Année                       | Médaille d'or, Jeux olympiques                          | Médaille d'argent, Jeux olympiques                      | Médaille de bronze, Jeux olympiques                     | Total                                                   |
| Chamonix 1924               | N'a pas participé                                       | N'a pas participé                                       | N'a pas participé                                       | N'a pas participé                                       |
| Saint-Moritz 1928           | 0                                                       | 0                                                       | 1                                                       | 1                                                       |
| Lake Placid 1932            | 0                                                       | 0                                                       | 2                                                       | 2                                                       |
| Garmisch-Partenkirchen 1936 | 3                                                       | 3                                                       | 0                                                       | 6                                                       |
| Saint-Moritz 1948           | N'a pas participé                                       | N'a pas participé                                       | N'a pas participé                                       | N'a pas participé                                       |
| Oslo 1952                   | 3                                                       | 2                                                       | 2                                                       | 7                                                       |
| Cortina d'Ampezzo 1956      | A participé sous les couleurs de l'Équipe unifiée       | A participé sous les couleurs de l'Équipe unifiée       | A participé sous les couleurs de l'Équipe unifiée       | A participé sous les couleurs de l'Équipe unifiée       |
| Squaw Valley 1960           | A participé sous les couleurs de l'Équipe unifiée       | A participé sous les couleurs de l'Équipe unifiée       | A participé sous les couleurs de l'Équipe unifiée       | A participé sous les couleurs de l'Équipe unifiée       |
| Innsbruck 1964              | A participé sous les couleurs de l'Équipe unifiée       | A participé sous les couleurs de l'Équipe unifiée       | A participé sous les couleurs de l'Équipe unifiée       | A participé sous les couleurs de l'Équipe unifiée       |
| Grenoble 1968               | A participé sous les couleurs de l'Allemagne de l'Ouest | A participé sous les couleurs de l'Allemagne de l'Ouest | A participé sous les couleurs de l'Allemagne de l'Ouest | A participé sous les couleurs de l'Allemagne de l'Ouest |
| Sapporo 1972                | A participé sous les couleurs de l'Allemagne de l'Ouest | A participé sous les couleurs de l'Allemagne de l'Ouest | A participé sous les couleurs de l'Allemagne de l'Ouest | A participé sous les couleurs de l'Allemagne de l'Ouest |
| Innsbruck 1976              | A participé sous les couleurs de l'Allemagne de l'Ouest | A participé sous les couleurs de l'Allemagne de l'Ouest | A participé sous les couleurs de l'Allemagne de l'Ouest | A participé sous les couleurs de l'Allemagne de l'Ouest |
| Lake Placid 1980            | A participé sous les couleurs de l'Allemagne de l'Ouest | A participé sous les couleurs de l'Allemagne de l'Ouest | A participé sous les couleurs de l'Allemagne de l'Ouest | A participé sous les couleurs de l'Allemagne de l'Ouest |
| Sarajevo 1984               | A participé sous les couleurs de l'Allemagne de l'Ouest | A participé sous les couleurs de l'Allemagne de l'Ouest | A participé sous les couleurs de l'Allemagne de l'Ouest | A participé sous les couleurs de l'Allemagne de l'Ouest |
| Calgary 1988                | A participé sous les couleurs de l'Allemagne de l'Ouest | A participé sous les couleurs de l'Allemagne de l'Ouest | A participé sous les couleurs de l'Allemagne de l'Ouest | A participé sous les couleurs de l'Allemagne de l'Ouest |
| Albertville 1992            | 10                                                      | 10                                                      | 6                                                       | 26                                                      |
| Lillehammer 1994            | 9                                                       | 7                                                       | 8                                                       | 24                                                      |
| Nagano 1998                 | 12                                                      | 9                                                       | 8                                                       | 29                                                      |
| Salt Lake City 2002         | 12                                                      | 16                                                      | 8                                                       | 36                                                      |
| Turin 2006                  | 11                                                      | 12                                                      | 6                                                       | 29                                                      |
| Vancouver 2010              | 10                                                      | 13                                                      | 7                                                       | 30                                                      |
| Sotchi 2014                 | 8                                                       | 6                                                       | 5                                                       | 19                                                      |
| Pyeongchang 2018            | 14                                                      | 10                                                      | 7                                                       | 31                                                      |
| Total                       | 92                                                      | 88                                                      | 60                                                      | 240                                                     |

### Par sport
| Place | Sport               | Médaille d'or, Jeux olympiques | Médaille d'argent, Jeux olympiques | Médaille de bronze, Jeux olympiques | Total | Rang |
| 1     | Canoë-Kayak         | 36                             | 21                                 | 26                                  | 83    | 1er  |
| 2     | Équitation          | 32                             | 15                                 | 14                                  | 61    | 1er  |
| 3     | Aviron              | 24                             | 16                                 | 15                                  | 55    | 4e   |
| 4     | Athlétisme          | 20                             | 30                                 | 37                                  | 87    | 13e  |
| 5     | Natation            | 15                             | 20                                 | 32                                  | 67    | 9e   |
| 6     | Cyclisme            | 15                             | 17                                 | 17                                  | 49    | 7e   |
| 7     | Gymnastique         | 15                             | 12                                 | 14                                  | 41    | 8e   |
| 8     | Tir                 | 10                             | 9                                  | 5                                   | 24    | 9e   |
| 9     | Haltérophilie       | 6                              | 7                                  | 9                                   | 22    | 8e   |
| 10    | Lutte               | 5                              | 13                                 | 11                                  | 29    | 16e  |
| 11    | Escrime             | 5                              | 7                                  | 9                                   | 21    | 9e   |
| 12    | Boxe                | 4                              | 9                                  | 11                                  | 24    | 18e  |
| 13    | Hockey sur gazon    | 4                              | 3                                  | 4                                   | 11    | 4e   |
| 14    | Tennis              | 3                              | 6                                  | 2                                   | 11    | 4e   |
| 15    | Voile               | 3                              | 5                                  | 7                                   | 15    | 15e  |
| 16    | Judo                | 3                              | 4                                  | 15                                  | 22    | 12e  |
| 17    | Plongeon            | 2                              | 8                                  | 12                                  | 22    | 9e   |
| 18    | Beach volley        | 2                              | 1                                  | 1                                   | 4     | 3e   |
| 19    | Triathlon           | 2                              | 1                                  | 0                                   | 3     | 3e   |
| 20    | Pentathlon moderne  | 2                              | 0                                  | 1                                   | 3     | 8e   |
| 21    | Handball            | 1                              | 2                                  | 1                                   | 4     | 9e   |
| 22    | Water-polo          | 1                              | 2                                  | 0                                   | 3     | 10e  |
| 23    | Football            | 1                              | 1                                  | 4                                   | 6     | 14e  |
| 24    | Basket-ball à trois | 1                              | 0                                  | 0                                   | 1     | 2e   |
| 25    | Tennis de table     | 0                              | 4                                  | 5                                   | 9     | 5e   |
| 26    | Tir à l'arc         | 0                              | 3                                  | 2                                   | 5     | 16e  |
| 27    | Taekwondo           | 0                              | 1                                  | 1                                   | 2     | 29e  |
| 28    | Golf                | 0                              | 1                                  | 0                                   | 1     | 7e   |
| 28    | Rugby à XV          | 0                              | 1                                  | 0                                   | 1     | 6e   |
| Total | Total               | 212                            | 219                                | 255                                 | 686   | 7e   |

| Place | Sport               | Médaille d'or, Jeux olympiques | Médaille d'argent, Jeux olympiques | Médaille de bronze, Jeux olympiques | Total | Rang |
| 1     | Luge                | 22                             | 12                                 | 9                                   | 43    | 1er  |
| 2     | Biathlon            | 20                             | 21                                 | 13                                  | 54    | 2e   |
| 3     | Bobsleigh           | 16                             | 9                                  | 7                                   | 32    | 1er  |
| 4     | Patinage de vitesse | 13                             | 15                                 | 10                                  | 38    | 5e   |
| 5     | Ski alpin           | 12                             | 8                                  | 7                                   | 27    | 6e   |
| 6     | Saut à ski          | 6                              | 7                                  | 3                                   | 16    | 4e   |
| 7     | Combiné nordique    | 6                              | 6                                  | 4                                   | 16    | 2e   |
| 8     | Patinage artistique | 4                              | 2                                  | 3                                   | 9     | 9e   |
| 9     | Ski de fond         | 3                              | 10                                 | 4                                   | 17    | 10e  |
| 10    | Skeleton            | 2                              | 3                                  | 1                                   | 6     | 3e   |
| 11    | Snowboard           | 1                              | 4                                  | 2                                   | 7     | 8e   |
| 12    | Hockey sur glace    | 0                              | 1                                  | 1                                   | 2     | 11e  |
| 12    | Ski acrobatique     | 0                              | 1                                  | 1                                   | 2     | 17e  |
| Total | Total               | 105                            | 99                                 | 65                                  | 269   | 3e   |

- Les deux médailles obtenues en patinage artistique aux Jeux olympiques d'été de 1908 sont comptées dans le tableau des Jeux olympiques d'hiver.

## Sources
- (en) Cet article est partiellement ou en totalité issu de l’article de Wikipédia en anglais intitulé « Germany at the Olympics » (voir la liste des auteurs).